# Ministère de la Santé et des Services sociaux
Le ministère de la Santé et des Services sociaux (MSSS) est un ministère québécois responsable de l'organisation du réseau sociosanitaire (public et privé) du Québec et de ses orientations. Il est le plus important ministère québécois relativement au budget qui lui est accordé.
Le ministère a pour mission de maintenir, d’améliorer et de restaurer la santé et le bien-être de la population québécoise en rendant accessibles des services de santé et de services sociaux, intégrés et de qualité, contribuant ainsi au développement social et économique du Québec.
Le ministère de la Santé et des Services sociaux exerce sa mission en partageant ses responsabilités avec les établissements de santé et de services sociaux, répartis dans 18 régions sociosanitaires. On compte 34 établissements, dont cinq organisations régionales situées dans les régions septentrionales.

## Histoire
Le ministère de la Santé et des Services sociaux remplace le ministère des Affaires sociales le 20 juin 1985 avec la sanction du projet de loi 41 présenté par le ministre péquiste Guy Chevrette.
Bien que l’État québécois ait légiféré sur certains aspects de la santé publique dès 1886 avec la Loi d’hygiène publique, c’est en 1936, à la suite de la Grande Dépression, que le département de la Santé fut créé dans la province. Des réformes administratives telles que la Loi sur l’assurance hospitalisation de 1960 ou la mise sur pied de la Régie de l’assurance maladie et de la Loi sur l’aide sociale en 1969 participèrent à consolider le système de santé aujourd'hui en place. En effet, la Loi sur l'assurance hospitalisation instaura la gratuité pour tous les soins hospitaliers à partir du 1er janvier 1961 tandis que la création de la Régie de l'assurance maladie acheva la mise en place d'un système de soin universel au Québec, puisque l'ensemble des services médicaux seraient dorénavant à la charge de l'État.
La Loi sur l'aide sociale, votée à la même époque, correspondait également à un progrès significatif vers l'objectif d'implanter une politique sociale pour l'ensemble du Québec. Grâce à cette loi, l'octroi de prestations d'aide au citoyens qui sont dans l'incapacité de pourvoir eux-mêmes à leur subsistance a été accordé pour la première fois dans la province.
La structure administrative du ministère est critiquée lors de la pandémie de Covid-19 pour sa lourdeur et son manque de réactivité. Des rumeurs de remaniement ministériel circulent en juin 2020 et notamment la possibilité de scinder le ministère en deux (avec la santé d'un côté et les autres services sociaux de l'autre). Le remaniement ministériel du 22 juin 2020 ne scinde pas le ministère en deux mais procède au remplacement de Danielle McCann par Christian Dubé.
En 2024, des courriels internes obtenus par un journaliste indépendant, grâce à une demande d'accès à l'information, ont révélé que des employés des communications du MSSS l'avaient qualifié en privé de « journaliste de bas étage » et consulté le cabinet du ministre pour déterminer s’il fallait répondre à ses questions. L’affaire, rendue publique par Radio-Canada, a suscité des critiques de la Fédération professionnelle des journalistes du Québec (FPJQ), qui a dénoncé une atteinte à l’équité dans le traitement des journalistes. Le directeur des communications du MSSS a présenté des excuses, affirmant que ces propos ne reflétaient pas la position officielle du ministère et que tous les journalistes devaient être traités de manière équitable.

### Identité visuelle (logotype)

Logo du ministère de la Santé et des Services sociaux de 1985 à 1999.
Logo du ministère de la Santé et des Services sociaux de 1999 à juin 2001.
Logo du ministère de la Santé et des Services sociaux depuis juin 2001.

## Liste des ministres
| Titulaire Parti                                    | Titulaire Parti                              | Début                                        | Fin                                          | Cabinet        |
| -------------------------------------------------- | -------------------------------------------- | -------------------------------------------- | -------------------------------------------- | -------------- |
| Ministre de la Santé et des Services sociaux       | Ministre de la Santé et des Services sociaux | Ministre de la Santé et des Services sociaux | Ministre de la Santé et des Services sociaux | Lévesque       |
|                                                    | Guy Chevrette Parti québécois                | 21 juin 1985                                 | 3 octobre 1985                               | Lévesque       |
| 3 octobre 1985                                     | Guy Chevrette Parti québécois                | 12 décembre 1985                             | P.M. Johnson                                 |                |
|                                                    | Thérèse Lavoie-Roux Libéral                  | 12 décembre 1985                             | 11 octobre 1989                              | Bourassa (2)   |
|                                                    | Marc-Yvan Côté Libéral                       | 11 octobre 1989                              | 11 janvier 1994                              | Bourassa (2)   |
|                                                    | Lucienne Robillard Libéral                   | 11 janvier 1994                              | 26 septembre 1994                            | Johnson (fils) |
|                                                    | Jean Rochon Parti québécois                  | 26 septembre 1994                            | 29 janvier 1996                              | Parizeau       |
| 29 janvier 1996                                    | Jean Rochon Parti québécois                  | 15 décembre 1998                             | Bouchard                                     |                |
| Ministre d'État à la Santé et aux Services sociaux |                                              |                                              | Bouchard                                     |                |
|                                                    | Pauline Marois Parti québécois               | 15 décembre 1998                             | Bouchard                                     | 8 mars 2001    |
|                                                    | Rémy Trudel Parti québécois                  | 8 mars 2001                                  | 30 janvier 2002                              | Landry         |
|                                                    | François Legault Parti québécois             | 30 janvier 2002                              | 29 avril 2003                                | Landry         |
| Ministre de la Santé et des Services sociaux       | Ministre de la Santé et des Services sociaux | Ministre de la Santé et des Services sociaux | Ministre de la Santé et des Services sociaux | Charest        |
|                                                    | Philippe Couillard Libéral                   | 29 avril 2003                                | 25 juin 2008                                 | Charest        |
|                                                    | Yves Bolduc Aucun                            | 25 juin 2008                                 | 29 septembre 2008                            | Charest        |
|                                                    | Yves Bolduc Libéral                          | 29 septembre 2008                            | 19 septembre 2012                            | Charest        |
|                                                    | Réjean Hébert Parti québécois                | 19 septembre 2012                            | 23 avril 2014                                | Marois         |
|                                                    | Gaétan Barrette Libéral                      | 23 avril 2014                                | 18 octobre 2018                              | Couillard      |
|                                                    | Danielle McCann Coalition avenir             | 18 octobre 2018                              | 22 juin 2020                                 | Legault        |
|                                                    | Christian Dubé Coalition avenir              | 22 juin 2020                                 | 10 mai 2023}}                                | Legault        |
| Ministre de la Santé                               |                                              |                                              |                                              | Legault        |
|                                                    | Christian Dubé Coalition avenir              | 10 mai 2023                                  | En fonction                                  | Legault        |

### Ministres délégués et responsables
| Ministre         | Ministre | Parti            | Début             | Fin               | Cabinet        |
| ---------------- | --- | ---------------- | ----------------- | ----------------- | -------------- |
|                  | Robert Dutil Ministre délégué à la Santé et aux Services sociaux                                                                                   | Libéral          | 30 juin 1987      | 21 décembre 1988  | Bourassa (2)   |
| Pas de titulaire | Pas de titulaire | Pas de titulaire | 21 décembre 1988  | 3 mars 1989       | Bourassa (2)   |
|                  | Louise Robic Ministre délégué à la Santé et aux Services sociaux                                                                                   | Libéral          | 3 mars 1989       | 11 octobre 1989   | Bourassa (2)   |
|                  | Christos Sirros Ministre délégué à la Santé et aux Services sociaux                                                                                | Libéral          | 11 octobre 1989   | 5 octobre 1990    | Bourassa (2)   |
| Pas de titulaire | Pas de titulaire | Pas de titulaire | 5 octobre 1990    | 11 janvier 1994   | Bourassa (2)   |
| Pas de titulaire | Pas de titulaire | Pas de titulaire | 11 janvier 1994   | 26 septembre 1994 | Johnson (fils) |
| Pas de titulaire | Pas de titulaire | Pas de titulaire | 26 septembre 1994 | 26 janvier 1996   | Parizeau       |
| Pas de titulaire | Pas de titulaire | Pas de titulaire | 26 janvier 1996   | 15 décembre 1998  | Bouchard       |
|                  | Gilles Baril Ministre délégué à la Santé, aux Services sociaux et à la Protection de la Jeunesse                                                   | Parti québécois  | 15 décembre 1998  | 8 mars 2001       | Bouchard       |
|                  | Agnès Maltais Ministre délégué à la Santé, aux Services sociaux et à la Protection de la Jeunesse                                                  | Parti québécois  | 8 mars 2001       | 30 janvier 2002   | Landry         |
|                  | David Levine Ministre délégué à la Santé | Aucun            | 30 janvier 2002   | 18 juin 2002      | Landry         |
|                  | Roger Bertrand Ministre délégué à la Santé, aux Services sociaux, à la Protection de la jeunesse et à la Prévention                                | Parti québécois  | 30 janvier 2002   | 18 juin 2002      | Landry         |
|                  | Roger Bertrand Ministre délégué à la Santé, aux Services sociaux, à la Protection de la jeunesse et à la Prévention                                | Parti québécois  | 18 juin 2002      | 29 avril 2003     | Landry         |
|                  | Julie Boulet Ministre déléguée à la Santé et à la Condition des Aînés                                                                              | Libéral          | 29 avril 2003     | 30 mai 2003       | Charest        |
| Pas de titulaire | Pas de titulaire | Pas de titulaire | 30 mai 2003       | 18 février 2005   | Charest        |
|                  | Margaret F. Delisle Ministre déléguée à la Protection de la jeunesse et à la Réadaptation                                                          | Libéral          | 18 février 2005   | 18 avril 2007     | Charest        |
| Pas de titulaire | Pas de titulaire | Pas de titulaire | 18 avril 2007     | 18 décembre 2008  | Charest        |
|                  | Lise Thériault Ministre déléguée aux Services sociaux                                                                                              | Libéral          | 18 décembre 2008  | 11 août 2010      | Charest        |
|                  | Dominique Vien Ministre déléguée aux Services sociaux                                                                                              | Libéral          | 11 août 2010      | 1er août 2012     | Charest        |
| Pas de titulaire | Pas de titulaire | Pas de titulaire | 1er août 2012     | 20 septembre 2012 | Charest        |
|                  | Véronique Hivon, Ministre déléguée aux Services sociaux et à la Protection de la jeunesse,                                                         | Parti québécois  | 20 septembre 2012 | 24 avril 2014     | Marois         |
|                  | Lucie Charlebois, Ministre déléguée à la Réadaptation, à la Protection de la jeunesse et à la Santé publique,                                      | Libéral          | 24 avril 2014     | 17 octobre 2018   | Couillard      |
|                  | Lionel Carmant Ministre délégué à la Santé et aux Services sociaux (–20 octobre 2022) Ministre responsable des Services sociaux (20 octobre 2022–) | Coalition avenir | 17 octobre 2018   | En fonction       | Legault        |
|                  | Sonia Bélanger Ministre déléguée à la Santé | Coalition avenir | 20 octobre 2022   | En fonction       | Legault        |

## Organismes rattachés au ministère
Le réseau comprend dix organismes et comités conseils aidant le ministre dans son mandat :
- Le Bureau des projets Centre hospitalier de l'Université de Montréal (CHUM), Centre universitaire de santé McGill (CUSM) et CHU Sainte-Justine
- Le comité pour la prestation des services de santé et des services sociaux aux personnes issues des communautés ethnoculturelles
- Le comité provincial pour la prestation des services de santé et des services sociaux en langue anglaise
- Le commissaire à la santé et au bien-être
- Héma-Québec
- L'Institut national de santé publique du Québec (INSPQ)
- L'Institut national d'excellence en santé et en services sociaux (INESSS)
- L'Office des personnes handicapées du Québec
- La Régie de l'assurance maladie du Québec
- Urgences-santé
- Santé Québec

## Organisation du réseau de la santé
Historiquement, le territoire du Québec a été divisé à partir de 1971 en un certain nombre de régions socio-sanitaires (RSS) et autant de Conseils régionaux de la santé et des services sociaux (CRSSS). Il y avait à l'origine douze régions socio-sanitaires; en 2021 on en compte 18:
1. Bas-Saint-Laurent
2. Saguenay–Lac-Saint-Jean
3. Capitale-Nationale
4. Mauricie-et-Centre-du-Québec
5. Estrie
6. Montréal
7. Outaouais
8. Abitibi-Témiscamingue
9. Côte-Nord
10. Nord-du-Québec
11. Gaspésie–Îles-de-la-Madeleine
12. Chaudière-Appalaches
13. Laval
14. Lanaudière
15. Laurentides
16. Montérégie
17. Nunavik
18. Terres-Cries-de-la-Baie-James

Les CRSSS ont évolué avec le temps, devenant des Régies régionales de la santé et des services sociaux en 1992, puis des Agences de la santé et des services sociaux en 2003.
Le 7 février 2015, la Loi modifiant l’organisation et la gouvernance du réseau de la santé et des services sociaux notamment par l’abolition des agences régionales (LMRSSS) est adoptée. Cette loi fait passer le nombre d’établissement de 182 à 34 :
- 22 centres intégrés :
  - 13 centres intégrés de santé et de services sociaux (CISSS)
  - 9 centres intégrés universitaires de santé et de services sociaux (CIUSSS)
- 7 établissements universitaires ne sont pas fusionnés par la LMRSSS
- 5 organisations régionales situées dans les régions septentrionales n’étaient pas visées par cette même loi.
- Les Groupes de médecine de famille (GMF)

### Réseau universitaire intégré de santé et de services sociauxde l’Université Laval(RUISSS-UL)
Il dessert une population de 1,7 million de personnes.
- CHU de Québec
- Institut universitaire de cardiologie et de pneumologie de Québec
- CIUSSS de la Capitale-Nationale
- CISSS du Bas-Saint-Laurent
- CISSS de la Côte-Nord
- CLSC Naskapi
- CISSS de la Gaspésie
- CISSS des Îles
- CISSS de Chaudière-Appalaches

### Réseau universitaire intégré de santé et de services sociaux de l’Université de Montréal(RUISSS de l'UdeM)
- Centre hospitalier de l'Université de Montréal (CHUM)
- Centre hospitalier universitaire Sainte-Justine
- Institut de cardiologie de Montréal (ICM)
- Institut Philippe-Pinel de Montréal
- CIUSSS du Centre-Sud-de-l’Île-de-Montréal
- CIUSSS du Nord-de-l’Île-de-Montréal
- CIUSSS de l’Est-de-l’Île-de-Montréal
- CISSS de Laval
- CISSS de Lanaudière
- CISSS des Laurentides

### RUISSS de l'Université de SherbrookeetRUISSS de l'UdeM
- CIUSSS de l’Estrie – Centre hospitalier universitaire de Sherbrooke (RUISSS de l'Université de Sherbrooke)
- CIUSSS de la Mauricie-et-du-Centre-du-Québec (RUIS de l'UdeM et RUISSS de l'Université de Sherbrooke)
- CIUSSS du Saguenay—Lac-Saint-Jean (RUISSS de l'Université de Sherbrooke et RUIS de l'UdeM)
- CISSS de la Montérégie-Centre(RUIS de l'UdeM et RUISSS de l'Université de Sherbrooke)
- CISSS de la Montérégie-Est (RUIS de l'UdeM et RUISSS de l'Université de Sherbrooke)

### RUISSS McGill
- Centre universitaire de santé McGill (CUSM)
- CIUSSS de l’Ouest-de-l’Île-de-Montréal
- CIUSSS du Centre-Ouest-de-l’Île-de-Montréal

- CISSS de la Montérégie-Ouest
- CISSS de l'Outaouais
- CISSS de l’Abitibi-Témiscamingue

#### Nord-du-Québec
- Centre de santé Inuulitsvik
- Centre de santé Tulattavik de l’Ungava
- Centre régional de santé et de services sociaux de la Baie-James
- Conseil Cri de la santé et des services sociaux de la Baie James

## Opinion publique
Un sondage Ipsos réalisé en 2021 concluait que 85 % des Québécois jugent le système de santé trop bureaucratique pour répondre aux besoins de la population.